# Copella compta
A Copella compta a sugarasúszójú halak (Actinopterygii) osztályának pontylazacalakúak (Characiformes) rendjébe, ezen belül a Lebiasinidae családjába tartozó faj.

## Előfordulása
A Copella compta a brazíliai Rio Negro és Orinoco folyók felső folyásánál, valamint Kolumbiában és Venezuelában található meg.

## Megjelenése
Legfeljebb 5,1 centiméter hosszú.

## Életmódja
A Copella compta szubtrópusi, édesvízi halfaj.